# Michel Musa
Michel Hanna Musa (ur. 19 września 1949 r. w Maghaduszy w Południowym Libanie) – kardiolog i polityk libański, grekokatolik, związany z szyickim Amalem. Regularnie od 1992 roku jest wybierany deputowanym Zgromadzenia Narodowego z okręgu Zahrani. W latach 1998–2000 pełnił funkcję ministra pracy i spraw socjalnych, a następnie był ministrem środowiska.